# حنان الخضر
حنان الخضر (بالفرنسية : Hanan Lakhdar) هي مغنية و ممثلة مغربية، من مواليد 23 أغسطس 1994 بمدينة الناظور، في منطقة الريف شمال المغرب شاركت في برنامج ستار أكاديمي 2016، وتأهلت إلى الدور قبل النهائي.

## ستار أكاديمي 11
تنافست حنان في الموسم ال11 من برنامج ستار أكاديمي العالم العربي تم ترشيحها من قبل الحكام أربع مرات وفازت بتصويت الجمهور ثلاث مرات وكانت آخر مرة عندما خسرت تصويت الجمهور في الدور نصف النهائي من العرض مع المتسابق التونسي نسيم رايسي 

## العروض في ستار أكاديمي 11
- البرايم الأول: يا جميل - فريد الأطرش
- البرايم الثاني: سونا يا سونسون - شادية
- البرايم الثالث: بدك تبقى فيك - نانسي عجرم (كانت في منطقة الخطر)
- البرايم الرابع: لو كنت نسيت - تامر حسني وشيرين
- البرايم الخامس: قال ايه - سميرة سعيد
- البرايم السادس: يا غالي علي - نانسي عجرم- ياريت مع يارا (كانت في منطقة الخطر)
- البرايم السابع: بياع الورد - أمل حجازي
- البرايم الثامن: يانا يانا - صباح (كانت في منطقة الخطر)
- البرايم التاسع: مخدتش بالي - هيفاء وهبي
- البرايم العاشر: بعشق روحك - مروان خوري وألين لحود
- البرايم الحادي عشر: مقسومة نصين - نانسي عجرم
- البرايم الثاني عشر: عام جديد - فضل شاكر وشيرين
- البرايم الثالث عشر: بيراضيني - مايا دياب
- البرايم الرابع عشر: سهرانين - وحشانى بلادى كارول سماحة
- البرايم الخامس عشر (نصف النهائيات): هاكاوا - أسماء المنور (كانت في منطقة الخطر)
- البرايم السادس عشر (الاخير) (النهائيات): أول مرة -عبد الحليم حافظ

## التمثيل
المسلسل العربى سمرقند 
المسلسل المغربى فرصة العمر
المسلسل المغربى أحلام بنات

## الأغاني
- تحدي 2016 [4][5][6]
- شناي 2018
- ماخاسر والو مع مهدى الموزين ودى چى ڤان 2017